# Imperial Blaze
Imperial Blaze – czwarty studyjny album jamajskiego wokalisty dancehall i reggae – Seana Paula. Został wydany 18 sierpnia 2009.

## Lista utworów
1. „Chi Ching Ching (intro)”
2. „Lace It”
3. „So Fine”
4. „Now That I've Got Your Love”
5. „Birthday Suit”
6. „Press It Up”
7. „Evening Ride”
8. „Hold My Hand”
9. „She Want Me”
10. „Daddy's Home”
11. „Bruk Out”
12. „Pepperpot”
13. „Wine Baby Wine”
14. „Running Out Of Time”
15. „Don't Tease Me”
16. „Lately”
17. „She Wanna Be Down”
18. „Straight From My Heart”
19. „Private Party”
20. „I Know U Like It”

## Teledyski
1. „So Fine”
2. „Press It Up”
3. „Hold My Hand”